# Domenico Morezzi
Domenico Morezzi (Masserano, 17 novembre 1897 – Masserano, 15 dicembre 1968) è stato un orologiaio e imprenditore italiano.

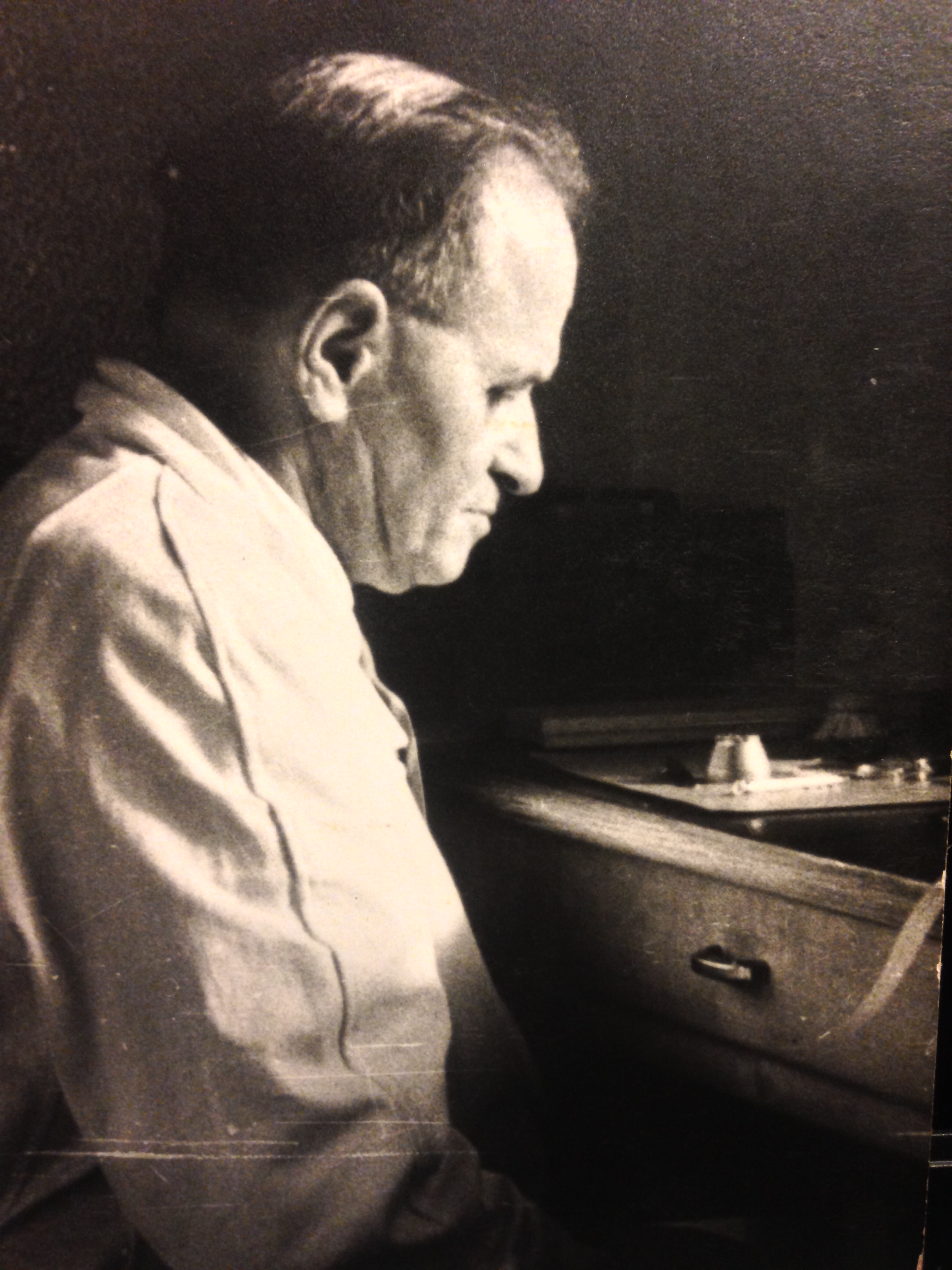
Domenico Morezzi al banco di lavoro

Maitre Horloger, primo in Italia ad aver progettato, costruito e commercializzato movimenti ad ancora e orologi da polso completi originali.

## Biografia
Domenico Morezzi nasce a Masserano, in provincia di Vercelli - oggi provincia di Biella - il 17 novembre del 1897, primo figlio di Orsola Marucchi e Carlo Morezzi, calzolaio.
Nel 1902 la famiglia decide di trasferirsi a Pery la Heutte, in Svizzera, dove Domenico cresce indirizzando i suoi studi tecnici nel campo dell'orologeria. Nel 1916 si diploma Maitre Horloger presso l'istituto TECHNICUM di Bienne.
Subito dopo il diploma, si trasferisce a Grenchen dove trova impiego come orologiaio, mestiere che svolge per diverse Case, fino al 1936. L'anno successivo ritorna in Italia e a Milano, insieme ai soci Ottina e Papis, fonda la O.I.S.A. ossia Orologeria Italiana Società Azionaria.

### Azienda O.I.S.A.
Dal 1937 al 1955, negli anni di lavoro presso O.I.S.A., Domenico Morezzi ha progettato e costruito diversi movimenti ad ancora - calibri tra cui il 10 1/2, il 6 1/4 x 8, 6 3/4 x 8 1/4 - commercializzandoli in orologi dal marchio OISA EXTRA, XAROS WATCH, HEMEROS, YARJ,  DAY. A causa dello scoppio della seconda guerra mondiale Morezzi dovette trasferire la produzione da Milano, in Viale Regina Margherita, a Oggiono (VA) per poi riportarla a Milano in una nuova sede in Viale Bligny 28. Qui diresse la fabbricazione di orologi completi con propri movimenti, casse e quadranti fino al 1955, anno in cui Morezzi decise di lasciare la società per avviare una manifattura indipendente di sua totale proprietà.

### Azienda F.A.A.O.
Nel 1955 Domenico Morezzi apre a Milano la F.A.A.O (Fabbrica Artigiana Abbozzi Orologeria) in corso Como 10. Qui progettò e costruì diversi movimenti ad ancora: i calibri 7 3/4 ,10 1/2, 11 1/2, 29-50 13 linee, 17 - 19 o 21 rubini, antichoc (incabloc).
Diresse la fabbricazione di migliaia di orologi da polso che vendette con marchi come LA PONSINE, LA TORASSE, DAMENTZ, DAMIETZ, CHATELARD, a proprietà registrata. Parallelamente la FAAO produceva anche per altre note Case sue committenti, come NACAR, ANCRE e ARETTA.
Nel 1966 Morezzi ideò e realizzò un'innovazione molto significativa per i movimenti ad ancora nel calibro 29-50. Qui i secondi al centro diretti sono comandati senza ruote di rinvio particolari e le lancette di ore e minuti dipendono da un rinvio/frizione posto sul lato quadrante, anziché dal treno del tempo, come normalmente avviene. Quest'inversione ha permesso una sensibile riduzione dello spessore degli ingranaggi e la composizione di un orologio molto sottile, di spessore pari a 3,48 mm, misura impensabile molti anni prima dell'introduzione dei movimenti al quarzo.
Dirigerà la FAAO fino al 1968, anno della sua morte. Alla fine degli anni Sessanta la fabbrica contava circa 20 tra operai e montatori con una capacità produttiva di circa 8-10.000 orologi al mese.
Si stima che durante la sua vita lavorativa abbia costruito componenti per un totale di circa 4.000.000 di orologi fabbricati e venduti, la maggior parte dei quali all'estero.

## Movimenti inventati
Domenico Morezzi ha progettato non meno di 10 calibri diversi:
- 10'" 1/2 , Ø 23,50 mm, a coppiglie (OISA 51)
- 10'" 1/2, Ø 23,50 mm, ad ancora (OISA 53)
- 10'" 1/2, Ø 23,50 mm, ad ancora (OISA 56)
- 6'" 1/4 x 8, Ø 14×18 mm, spirale inox (OISA 97)
- 6'" 3/4 x 8 3/4, Ø 14×18 mm, spirale inox (OISA)
- 7'" 3/4, Ø 17.66 mm, ad ancora (FAAO 17-66)
- 10'" 1/2, Ø 23,50 mm, a coppiglie (FAAO 23-50)
- 10'" 1/2, Ø 23,50 mm, a coppiglie (FAAO 18-97)
- 11'" 1/2, Ø 26,20 mm, ad ancora (FAAO 26-20)
- 13'", Ø 29,50 mm, ad ancora e 17-19 o 21 rubini (FAAO 29-50)

## Marchi commercializzati
- OISA EXTRA
- XAROS WATCH
- HEMEROS
- YARI
- LA PONSINE
- LA TORASSE
- DAMENTZ
- DAMIETZ
- CHATELARD
- NACAR